# Norvège aux Jeux olympiques d'hiver de 2018
La Norvège participe aux Jeux olympiques d'hiver de 2018 à Pyeongchang en Corée du Sud du 9 au 25 février 2018. Il s'agit de sa vingt-troisième participation à des Jeux d'hiver.
Lors de ces Jeux, en nombre de médailles (39 au total), la Norvège réalise la meilleure performance de son histoire, notamment en remportant 14 titres olympiques, et bat qui plus est le record du nombre de médailles obtenues lors d'une seule édition des Jeux d'hiver (le record précédent appartenait aux États-Unis en 2010 avec 37 médailles).

## Participation
Aux Jeux olympiques d'hiver de 2018, les athlètes de l'équipe de Norvège participent aux épreuves suivantes : 
| Sport               | Hommes | Femmes | Total |
| ------------------- | ------ | ------ | ----- |
| Ski alpin           | 7      | 4      | 11    |
| Biathlon            | 6      | 5      | 11    |
| Ski de fond         | 11     | 9      | 20    |
| Curling             | 6      | 1      | 7     |
| Ski acrobatique     | 5      | 3      | 8     |
| Hockey sur glace    | 25     | 0      | 25    |
| Combiné nordique    | 5      | 0      | 5     |
| Skeleton            | 1      | 0      | 1     |
| Saut à ski          | 5      | 2      | 7     |
| Snowboard           | 4      | 1      | 5     |
| Patinage de vitesse | 7      | 2      | 9     |
| Total               | 82     | 27     | 109   |

## Médaillés
| Sport                    | Discipline           | Athlète(s)                                                         | Performance       | Date       |
| ------------------------ | -------------------- | ------------------------------------------------------------------ | ----------------- | ---------- |
| Médailles d'or : 14      |                      |                                                                    |                   |            |
| Biathlon                 | Individuel hommes    | Johannes Thingnes Bø                                               | 48 min 03 s 8     | 15 février |
| Ski de fond              | Skiathlon hommes     | Simen Hegstad Krüger                                               | 1 h 16 min 20 s 0 | 11 février |
| Ski de fond              | Sprint hommes        | Johannes Høsflot Klæbo                                             | 3 min 05 s 69     | 13 février |
| Saut à ski               | Saut à ski féminin   | Maren Lundby                                                       | 264,6 pts         | 12 février |
| Médailles d’argent : 14  |                      |                                                                    |                   |            |
| Biathlon                 | Sprint femmes        | Marte Olsbu                                                        | 21 min 30 s 4     | 10 février |
| Biathlon                 | Relais mixte         | Marte Olsbu Tiril Eckhoff Johannes Thingnes Bø Emil Hegle Svendsen | 1 h 8 min 55 s 2  | 20 février |
| Patinage de vitesse      | 500 mètres hommes    | Havard Lorentzen                                                   | 34 s 41           | 19 février |
| Saut à ski               | Tremplin normal      | Johann André Forfang                                               | 250,9 pts         | 10 février |
| Ski de fond              | Skiathlon femmes     | Marit Bjørgen                                                      | 40 min 52 s 7     | 10 février |
| Ski de fond              | Skiathlon hommes     | Martin Johnsrud Sundby                                             | 1 h 16 min 28 s 0 | 11 février |
| Ski de fond              | Sprint femmes        | Maiken Caspersen Falla                                             | 3 min 06 s 87     | 13 février |
| Médailles de bronze : 11 |                      |                                                                    |                   |            |
| Biathlon                 | Départ groupé hommes | Emil Hegle Svendsen                                                | 35 min 58 s 5     | 18 février |
| Biathlon                 | Départ groupé femmes | Tiril Eckhoff                                                      | 35 min 50 s 7     | 17 février |
| Patinage de vitesse      | 5 000 mètres hommes  | Sverre Lunde Pedersen                                              | 6 min 11 s 618    | 11 février |
| Saut à ski               | Tremplin normal      | Robert Johansson                                                   | 249,7 pts         | 10 février |
| Ski de fond              | Skiathlon hommes     | Hans Christer Holund                                               | 1 h 16 min 29 s 9 | 11 février |

| Sport               | Médaille d'or, Jeux olympiques | Médaille d'argent, Jeux olympiques | Médaille de bronze, Jeux olympiques | Total |
| ------------------- | ------------------------------ | ---------------------------------- | ----------------------------------- | ----- |
| Biathlon            | 1                              | 3                                  | 2                                   | 6     |
| Combiné nordique    | 0                              | 1                                  | 0                                   | 1     |
| Curling             | 0                              | 0                                  | 1                                   | 1     |
| Patinage de vitesse | 2                              | 1                                  | 1                                   | 4     |
| Saut à ski          | 2                              | 1                                  | 2                                   | 5     |
| Ski acrobatique     | 1                              | 0                                  | 0                                   | 1     |
| Ski alpin           | 1                              | 4                                  | 2                                   | 7     |
| Ski de fond         | 7                              | 4                                  | 3                                   | 14    |

| Jour     | Date       | Médaille d'or, Jeux olympiques | Médaille d'argent, Jeux olympiques | Médaille de bronze, Jeux olympiques | Total |
| -------- | ---------- | ------------------------------ | ---------------------------------- | ----------------------------------- | ----- |
| 1er jour | 8 février  | -                              | -                                  | -                                   | -     |
| 2e jour  | 9 février  | -                              | -                                  | -                                   | -     |
| 3e jour  | 10 février | 0                              | 3                                  | 1                                   | 4     |
| 4e jour  | 11 février | 1                              | 1                                  | 2                                   | 4     |
| 5e jour  | 12 février | 1                              | 0                                  | 0                                   | 1     |
| 6e jour  | 13 février | 1                              | 1                                  | 0                                   | 2     |
| 7e jour  | 14 février | 0                              | 0                                  | 0                                   | 0     |
| 8e jour  | 15 février | 3                              | 2                                  | 1                                   | 6     |
| 9e jour  | 16 février | 0                              | 1                                  | 1                                   | 2     |
| 10e jour | 17 février | 1                              | 0                                  | 2                                   | 3     |
| 11e jour | 18 février | 2                              | 1                                  | 1                                   | 4     |
| 12e jour | 19 février | 2                              | 0                                  | 0                                   | 2     |
| 13e jour | 20 février | 0                              | 1                                  | 0                                   | 1     |
| 14e jour | 21 février | 2                              | 1                                  | 1                                   | 4     |
| 15e jour | 22 février | 0                              | 1                                  | 1                                   | 2     |
| 16e jour | 23 février | 0                              | 2                                  | 0                                   | 2     |
| 17e jour | 24 février | 0                              | 0                                  | 1                                   | 1     |
| 18e jour | 25 février | 1                              | 0                                  | 0                                   | 1     |
| Total    | Total      | 14                             | 14                                 | 11                                  | 39    |